# فندق الثلاث ورقات
فندق الثلاث ورقات هي مسرحية كوميدية مصرية، عُرضت في سنة 1974، من بطولة صلاح ذو الفقار، ونسرين، وفرقة ثلاثي أضواء المسرح. وأيضًا هو العرض الوحيد الذي جمع بين صلاح ذو الفقار وفرقة ثلاثي اضواء المسرح، ومن الأعمال الأولي بعد وفاة الممثل الضيف أحمد.

## طاقم التمثيل
- صلاح ذو الفقار
- نسرين
- سمير غانم
- جورج سيدهم
- بدر نوفل
- أسامة عباس
- جليلة محمود
- هدي زكي
- إبراهيم نصر
- نجاح الموجي
- حلمي هلالي

## وصلات خارجية
- فندق الثلاث ورقات على موقع IMDb (الإنجليزية)
- فندق الثلاث ورقات على موقع قاعدة بيانات الأفلام العربية